# Rivière Témiscamie
Der Rivière Témiscamie ist ein 175 km langer Fluss in der kanadischen Provinz Québec.

## Flusslauf
Der Rivière Témiscamie fließt in der Jamésie in Nord-du-Québec. Er hat seinen Ursprung im zentral auf der Labrador-Halbinsel gelegenen See Lac Kaawaaschaiyaameskaash. Von dort fließt er überwiegend in südsüdwestlicher Richtung zum See Lac Albanel. Dort mündet er in die Bucht Baie de la Témiscamie. Sein wichtigster Nebenfluss ist der Rivière Témiscamie Est. Der Fluss gilt als Hauptquellfluss des Rivière Rupert. Sein Einzugsgebiet beträgt etwa 7280 km², sein mittlerer Abfluss 190 m³/s.

## Abflusspegel
- nahe Lac Albanel – Pegelmessungen